# Уніфікований локатор ресурсів
Уніфіко́ваний лока́тор ресу́рсів або адре́са ресу́рсу (англ. Uniform Resource Locator — єдиний вказівник на ресурс, URL) — стандартизована адреса певного ресурсу (як-от документ або зображення) в інтернеті (чи деінде). Придуманий Тімом Бернерс-Лі для використання у WWW, сучасні форми описуються в RFC 3986. Містить назву протоколу доступу (HTTP, FTP, telnet, gopher та ін.) і, власне, шлях до ресурсу, формат якого залежить від схеми доступу.

## Структура
```
<схема>://{<логін>{:<пароль>}@}<хост>{:<порт>}{/<шлях>}{?<параметри>}{#<якір>}
```

Фігурними дужками виділено елементи структури, які можуть бути відсутні. Значення позначок, записаних у кутових дужках таке:
схема — схема звернення до ресурсу, найчастіше це протокол (напр., http, ftp).
логін і пароль — відповідно, ім'я користувача і пароль для доступу до ресурсу.
хост — повне доменне ім'я або IP-адреса ресурсу.
порт — порт, по якому буде проведено звернення до вузла.
шлях — використовується для уточнюючої вказівки місця знаходження ресурсу. Залежно від ОС може бути регістро-залежним (більшість серверних ОС) або регістро-незалежним (наприклад, Microsoft Windows).
параметри — рядок параметрів виду <параметр>=<значення>, розділених символом амперсанд (&).
якір — призначений для внутрішньої адресації на ресурсі, який було отримано від сервера.

### Ієрерархічні схеми і відносні посилання
В деяких схемах використовуються абсолютні посилання, наприклад електронна пошта:
```
mailto:user@example.com
```

В інших схемах імена утворюють ієрархічну структуру, компоненти ієрархії розділяються скісною рискою. Частина URL, що починається з подвійної скісної риски (//) посилається на мережевий шлях, з одинарної риски (/) — абсолютний  шлях, а посилання, що не містить риски на початку є відносним. Наприклад, якщо ресурс
```
http://www.example.com/alpha/beta/gamma
```

містить посилання
```
delta/epsilon
```

то його слід розуміти як
```
http://www.example.com/alpha/beta/delta/epsilon
```

а
```
/delta/epsilon
```

як
```
http://www.example.com/delta/epsilon
.
```

### Небезпека фішингу
Зазвичай URL містять лише латинські букви, цифри, деякі інші символи ($-_.+!*'(),), та спеціальні, значення яких описано вище. Інші символи мають бути закодовані. Однак у користувацькому інтерфейсі схожі символи, як-то 1 (одиниця), I (літера і) та l (літера ел), або o (латинська), о (кирилична) та ο (грецька), легко переплутати, тому може бути створено оманливу URL, що схожа на справжню, але насправді вказує інше розташування.
Попри те, що частина URL з інформацією про користувача («<логін>:<пароль>@») практично не використовується з міркувань безпеки, вона може бути включена, створюючи враження посилання на зовсім інший ресурс, ніж той, що фактично вказаний далі. Особливо оманливим може бути включення в <логін> скісних рисок. Справді, риска з кодом U+002F є розділювачем компонентів ієрархічного шляху, кожен з яких може містити і «нешкідливий» символ «@». Однак інші риски — ⁄ (U+2044), ∕ (U+2215) — можуть мати такий самий вигляд, але не є розділювачами в URL. Наприклад
```
http://kozak.example/@rozbijnyk.example
```

— це посилання на сайт kozak.example, а
```
http://kozak.example∕@rozbijnyk.example
```

— на rozbijnyk.example.

## Перспективи розвитку
У вересні 2018 року в Google заявили, що планують кардинально змінити URL. Мета — поліпшити те, що вже є, а не просто внести багато змін. Але чіткого уявлення про те, яким чином цього досягти, немає. Поки що (станом на кінець жовтня 2018 року) немає жодного озвученого варіанту. Ба більше, за словами Джастіна Счаха, головного інженера Chrome, думки команди з цього приводу розділилися.
Наразі розробники досліджують всі варіанти використання URL людьми, аби знайти йому альтернативу.

## Приклади URL-адреси
- http://www.example.com/pub/files/school.html%5Bнедоступне+посилання+з+липня+2019%5D — адреса файлу school.html, розміщеного в каталозі pub/files на сервері www.example.com. Доступ до сервера здійснюється за протоколом HTTP.
- http://www.example.com — адреса головної сторінки сервера www.example.com.
- ftp://ftp.example.com/pub/files/school.txt%5Bнедоступне+посилання+з+липня+2019%5D — адреса файлу school.txt, розміщеного в каталозі pub/files на сервері ftp.example.com. Доступ до сервера здійснюється за протоколом FTP.

Для популярних добре відомих протоколів номер порту може не наводитися, тоді використовується стандартний порт (наприклад, порт номер 80 для HTTP).